# 盤姓
盤姓是漢字姓氏，不在百家姓之列，根據族人口耳相傳，其姓氏源于盘古氏。现今盘姓零星分布於廣西、粵北、河南、台灣等地。
在廣東台山北坑村、廣東陸豐吉康都盧竹坑原本有盤姓人居住的。

## 延伸阅读
[在维基数据编辑]
 《欽定古今圖書集成·明倫彙編·氏族典·盤姓部》，出自陈梦雷《古今圖書集成》